# 요하나 하근
요하나 하근(독일어: Johanna Hagn, 1973년 1월 27일~)은 독일의 전직 유도 선수로 1996년 하계 올림픽에서 여자 헤비급 동메달을 획득했다. 또한 세계 선수권 대회에서 금메달 1개를 획득했으며 유럽 선수권 대회에서 금메달 1개, 은메달 1개, 동메달 1개를 획득했다.